# Night of the Living Dead: Darkest Dawn
Night of the Living Dead: Darkest Dawn (trad. lett. La notte dei morti viventi: L'alba più buia, noto anche col titolo Night of the Living Dead: Origins 3D trad. lett. La notte dei morti viventi: Le origini 3D) è un film del 2015 in CGI diretto da Zebediah De Soto e Krisztian Majdik e prodotto da Simon West. Il film racconta La notte dei morti viventi del 1968 in un ambiente contemporaneo.
In Italia è ancora inedito.

## Trama
Nella moderna New York City un gruppo di sopravvissuti lottano per sopravvivere, barricati in un condominio abbandonato e tagliati fuori dal mondo sotto costante attacco dai non morti per lottare e sopravvivere.

## Produzione
Il film è restato fuori produzione per cinque anni dal 2009, secondo Tony Todd il film ha avuto due direttori differenti con due approcci e punti diversi nel tempo, gli effetti visivi della pellicola della The Graphic Film Company, Los Angeles, che si basava sul software di acquisizione motionless marker iPi Soft iPi Motion Capture. 
La capacità del software permetteva ai registi di produrre grandi quantità di movimento agli zombie sullo schermo e agli attori il movimento come se fossero reali, ma il bilancio fu inferiore a 1 milione di dollari.
Mos Def è stato scelto originariamente come doppiatore, ma dopo un breve periodo ha lasciato il progetto.
Todd e Moseley riprenderanno i loro ruoli come Ben e Johnny della versione del film La notte dei morti viventi del 1990, l'attore indiano R. Martelli è stato ingaggiato per recitare il suo ruolo a metà 2013.
Solo nel maggio 2014 il film viene completato, nell'autunno 2014 doveva essere rilasciato un trailer, ma questo non accadde.
Nel luglio 2015 ha debuttato al Comic Con a San Diego come parte di Walker Stalker Fan Fest.
Nell'ottobre 2015 uscì su iTunes e OnDemand.
Fino ad oggi non ci sono state recensioni da parte della Rotten Tomatoes.